# Fimbristylis caesia
Fimbristylis caesia är en halvgräsart som beskrevs av Friedrich Anton Wilhelm Miquel. Fimbristylis caesia ingår i släktet Fimbristylis och familjen halvgräs. Inga underarter finns listade i Catalogue of Life.